# مارشا ميرو
مارشا ميرو (بالإنجليزية: Marsha Miro)‏ هي صحفية ومؤرخة أمريكية، ولدت في 1974 في ديترويت في الولايات المتحدة.